# Friedrich Wilhelm Bessel
Friedrich Wilhelm Bessel (n. 22 iulie 1784 la Minden, Renania de Nord-Westfalia - d. 17 martie 1846, Königsberg) a fost astronom și matematician german, cunoscut în matematică pentru sistematizarea funcțiilor Bessel (descoperite anterior de Daniel Bernoulli) și mai ales pentru primele măsurători precise din astrofizică (distanța până la stele) și ca fondator al școlii germane de observații astronomice.

## Biografie
S-a născut la Minden, din Renania de Nord-Westfalia. Încă de la 14 ani intră, mai întâi ca ucenic la concernul import-export Kulenkamp. Problemele impuse de navigație îi solicită aptitudinile pentru matematică, apoi cele pentru astronomie, mai ales că se punea problema calculării longitudinii.
Calculând cu mai multă precizie orbita cometei Halley, Bessel este remarcat de către Heinrich Wilhelm Olbers, mare astronom al acelui timp. Peste doi ani Bessel părăsește Kulenkamp și devine asistent la Observatorul Astronomic de la Lilienthal, lângă Bremen.
Dobândind notorietate, la 26 de ani, regele Frederic al III-lea al Prusiei îl numește director al Observatorului din Königsberg înființat în 1810.
Bessel a fost membru al Academiei din Berlin.

## Contribuții
Bessel a devenit celebru prin clasa de funcții care îi poartă numele, pe care le-a introdus în analiză și care prezintă o importanță deosebită în fizică, tehnică și astronomie.
Astfel, funcțiile Bessel au legătură cu problema mișcărilor armonice, au aplicații în rezistența materialelor, în studiul circuitelor utilizate în tehnica ultrafrecvențelor.
În 1812, Bessel a stabilit legea de formare a termenilor seriei care exprimă valoarea constantei lui Euler.
A studiat ecuațiile diferențiale ale oscilațiilor unei membrane întinse.
A rezolvat multe probleme cu ajutorul calculului vectorial.
În 1819 - 1821, s-a ocupat de integrarea trigonometrică a funcțiilor de două variabile.
În ceea ce privește teoria aproximării, Bessel a elaborat teoria celor mai mici pătrate și a verificat pe scară largă legea erorilor a lui Gauss.
În astronomie, a contribuit la perfecționarea instrumentelor astronomice și a organizat măsurători geodezice de mari proporții în Europa Centrală.

## Scrieri
- Abhandlungen (Leipzig, 1876)
- Astronomische Beobachtungen auf der Sternwarte zu Königsberg (1815, 1846)
- Astronomische Untersuchungen (Königsberg, 1815, 1846).

Funcțiile Bessel au constituit o deosebită preocupare pentru matematicienii români: Mihail Ghermănescu (1932), Alexandru Myller (1909), Marcel Roșculeț (1950 - 1956), Tiberiu Popovici și alții.

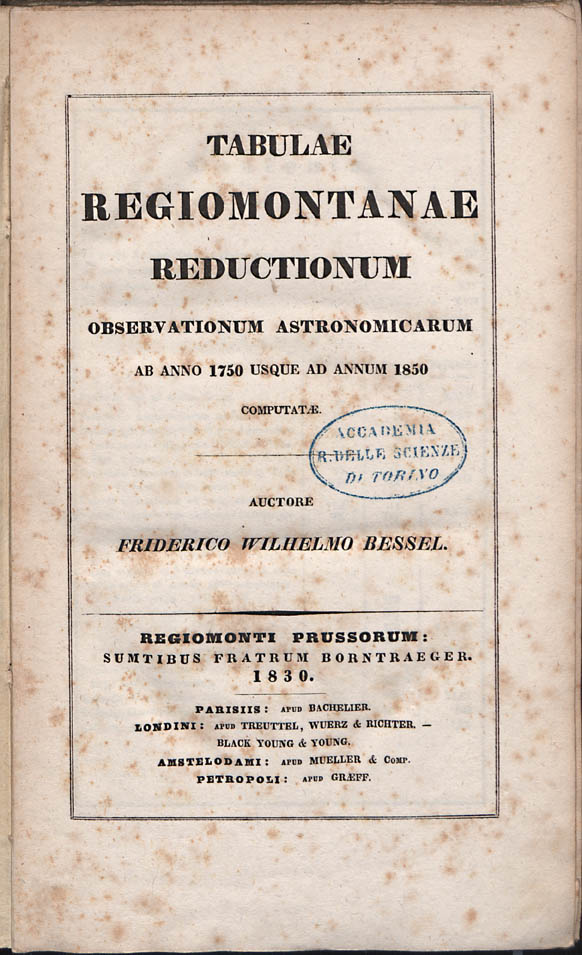
Tabulae Regiomontanae reductionum observationum astronomicarum ab anno 1750 usque ad annum 1850 computatae, 1830